# Вышеталовский
Вышеталовский — село (аул) в Тарумовском районе Дагестана. Входит в состав сельского поселения сельсовет «Уллубиевский».

## Географическое положение
Расположено на левом берегу реки Таловка, напротив села Выше-Таловка, в 14 км к востоку от районного центра — села Тарумовка.

## Население
| 1926 | 1970 | 1989 | 2002 | 2010 | 2021 |
| ---- | ---- | ---- | ---- | ---- | ---- |
| 239  | ↗365 | →365 | ↘276 | ↗320 | ↘273 |

По данным переписи населения 2002 года, численность населения села составила 276 жителей, в том числе 97 % — ногайцы.
Национальный состав
По данным Всесоюзной переписи населения 1926 года:
| № | Национальность | Численность, чел. | Доля |
| - | -------------- | ----------------- | ---- |
| 1 | ногайцы        | 222               | 93 % |
| 2 | цыгане         | 10                | 4 %  |
| 3 | чеченцы        | 7                 | 3 %  |

По результатам Всероссийской переписи населения 2010 года:
| № | Национальность | Численность, чел. | Доля   |
| - | -------------- | ----------------- | ------ |
| 1 | ногайцы        | 304               | 95,0 % |
| 2 | другие         | 16                | 5,0 %  |